# Grand Prix moto de Grande-Bretagne 2006
Le Grand Prix moto de Grande-Bretagne 2006 est le neuvième rendez-vous de la saison 2006 du championnat du monde de vitesse moto. Il s'est déroulé sur le circuit de Donington Park du 30 juin au 2 juillet 2006.
C'est la 30e édition du Grand Prix moto de Grande-Bretagne.

## Classement MotoGP
| Pos  | Pilote            | Constructeur | Temps/Écart     | Grille | Points |
| ---- | ----------------- | ------------ | --------------- | ------ | ------ |
| 1    | Daniel Pedrosa    | Honda        | 44 min 54 s 878 | 1      | 25     |
| 2    | Valentino Rossi   | Yamaha       | +3 s 864        | 12     | 20     |
| 3    | Marco Melandri    | Honda        | +4 s 016        | 3      | 16     |
| 4    | Casey Stoner      | Honda        | +5 s 776        | 8      | 13     |
| 5    | Kenny Roberts Jr  | KR212V       | +9 s 596        | 9      | 11     |
| 6    | Colin Edwards     | Yamaha       | +21 s 710       | 10     | 10     |
| 7    | Nicky Hayden      | Honda        | +25 s 764       | 11     | 9      |
| 8    | John Hopkins      | Suzuki       | +29 s 034       | 4      | 8      |
| 9    | Loris Capirossi   | Ducati       | +35 s 606       | 5      | 7      |
| 10   | Carlos Checa      | Yamaha       | +40 s 442       | 13     | 6      |
| 11   | Makoto Tamada     | Honda        | +41 s 062       | 14     | 5      |
| 12   | Randy de Puniet   | Kawasaki     | +42 s 197       | 6      | 4      |
| 13   | Alex Hofmann      | Ducati       | +51 s 454       | 15     | 3      |
| 14   | James Ellison     | Yamaha       | +1 min 17 s 804 | 16     | 2      |
| 15   | José Luis Cardoso | Ducati       | +1 tour         | 18     | 1      |
| 16   | Chris Vermeulen   | Suzuki       | +1 tour         | 2      |        |
| Abd. | Ivan Silva        | Ducati       | Abandon         | 17     |        |
| Abd. | Shinya Nakano     | Kawasaki     | Abandon         | 7      |        |
| Np.  | Michel Fabrizio   | Honda        | Non partant     | -      |        |

## Classement 250 cm3
| Pos  | Pilote              | Constructeur | Temps/Écart     | Grille | Points |
| ---- | ------------------- | ------------ | --------------- | ------ | ------ |
| 1    | Jorge Lorenzo       | Aprilia      | 42 min 16 s 321 | 1      | 25     |
| 2    | Alex De Angelis     | Aprilia      | +6 s 257        | 4      | 20     |
| 3    | Hiroshi Aoyama      | KTM          | +7 s 366        | 3      | 16     |
| 4    | Roberto Locatelli   | Aprilia      | +14 s 788       | 7      | 13     |
| 5    | Hector Barbera      | Aprilia      | +20 s 341       | 6      | 11     |
| 6    | Andrea Dovizioso    | Honda        | +23 s 010       | 2      | 10     |
| 7    | Yuki Takahashi      | Honda        | +23 s 644       | 11     | 9      |
| 8    | Sylvain Guintoli    | Aprilia      | +26 s 070       | 13     | 8      |
| 9    | Anthony West        | Aprilia      | +31 s 575       | 12     | 7      |
| 10   | Marco Simoncelli    | Gilera       | +41 s 298       | 9      | 6      |
| 11   | Jakub Smrž          | Aprilia      | +48 s 440       | 10     | 5      |
| 12   | Aleix Espargaro     | Honda        | +1 min 02 s 743 | 16     | 4      |
| 13   | Shuhei Aoyama       | Honda        | +1 min 03 s 564 | 5      | 3      |
| 14   | Jules Cluzel        | Aprilia      | +1 min 06 s 165 | 18     | 2      |
| 15   | Andrea Ballerini    | Aprilia      | +1 min 06 s 461 | 14     | 1      |
| 16   | Alex Baldolini      | Aprilia      | +1 min 06 s 818 | 20     |        |
| 17   | Arturo Tizon        | Honda        | +1 min 09 s 129 | 17     |        |
| 18   | Franco Battaini     | Aprilia      | +1 min 09 s 498 | 15     |        |
| 19   | Luca Morelli        | Aprilia      | +1 tour         | 22     |        |
| 20   | Franz Aschenbrenner | Aprilia      | +1 tour         | 24     |        |
| 21   | Nicklas Cajback     | Aprilia      | +1 tour         | 27     |        |
| Abd. | Chaz Davies         | Honda        | Abandon         | 23     |        |
| Abd. | Luke Lawrence       | Yamaha       | Abandon         | 26     |        |
| Abd. | Dan Linfoot         | Honda        | Abandon         | 21     |        |
| Abd. | Fabricio Perren     | Honda        | Abandon         | 19     |        |
| Abd. | Jordi Carchano      | Honda        | Abandon         | 25     |        |
| Abd. | Manuel Poggiali     | KTM          | Abandon         | 8      |        |

## Classement 125 cm3
| Pos  | Pilote               | Constructeur | Temps/Écart     | Points |
| ---- | -------------------- | ------------ | --------------- | ------ |
| 1    | Alvaro Bautista      | Aprilia      | 40 min 49,054   | 25     |
| 2    | Mika Kallio          | KTM          | +3 s 454        | 20     |
| 3    | Mattia Pasini        | Aprilia      | + 3 s 499       | 16     |
| 4    | Hector Faubel        | Aprilia      | +14 s 869       | 13     |
| 5    | Sergio Gadea         | Aprilia      | +17 s 819       | 11     |
| 6    | Joan Olive           | Aprilia      | +20 s 683       | 10     |
| 7    | Lukas Pesek          | Derbi        | +22 s 286       | 9      |
| 8    | Thomas Luthi         | Honda        | +24 s 899       | 8      |
| 9    | Nicolas Terol        | Derbi        | +25 s 138       | 7      |
| 10   | Gabor Talmacsi       | Honda        | +25 s 276       | 6      |
| 11   | Fabrizio Lai         | Honda        | +28 s 254       | 5      |
| 12   | Bradley Smith        | Honda        | +30 s 064       | 4      |
| 13   | Simone Corsi         | Gilera       | +37 s 120       | 3      |
| 14   | Sandro Cortese       | Honda        | +38 s 214       | 2      |
| 15   | Lorenzo Zanetti      | Aprilia      | +38 s 592       | 1      |
| 16   | Mike Di Meglio       | Honda        | +39 s 964       |        |
| 17   | Andrea Iannone       | Aprilia      | +45 s 145       |        |
| 18   | Michael Ranseder     | KTM          | +45 s 146       |        |
| 19   | Angel Rodriguez      | Aprilia      | +48 s 066       |        |
| 20   | Randy Krummenacher   | KTM          | +52 s 668       |        |
| 21   | Mateo Tunez          | Aprilia      | +53 s 161       |        |
| 22   | Vincent Braillard    | Aprilia      | +53 s 581       |        |
| 23   | Federico Sandi       | Aprilia      | +58 s 185       |        |
| 24   | Simone Grotzkyj      | Aprilia      | +1 min 01 s 101 |        |
| 25   | Michele Conti        | Honda        | +1 min 05 s 686 |        |
| 26   | Hiroaki Kuzuhara     | Malaguti     | +1 min 05 s 836 |        |
| 27   | Lorenzo Baroni       | Honda        | +1 min 10 s 078 |        |
| 28   | Karel Abraham        | Aprilia      | +1 min 12 s 056 |        |
| 29   | Roberto Tamburini    | Aprilia      | +1 min 38 s 823 |        |
| 30   | Anthony Rogers       | Honda        | +1 tour         |        |
| 31   | Blake Leigh-Smith    | Honda        | +1 tour         |        |
| 32   | HéctoGeorg Froehlich | Malaguti     | +1 tour         |        |
| 33   | Kyle Kentish         | Honda        | +1 tour         |        |
| Abd. | Daniel Cooper        | Honda        | Abandon         |        |
| Abd. | Michele Pirro        | Aprilia      | Abandon         |        |
| Abd. | PoPablo Nieto        | Aprilia      | Abandon         |        |
| Abd. | Esteve Rabat         | Honda        | Abandon         |        |
| Abd. | Stefan Bradl         | KTM          | Abandon         |        |
| Abd. | Raffaele de Rosa     | Aprilia      | Abandon         |        |
| Abd. | Manuel Hernandez     | Aprilia      | Abandon         |        |
| Abd. | Imre Toth            | Aprilia      | Abandon         |        |
| Abd. | Alex Lowes           | Honda        | Abandon         |        |
| Nc.  | Dino Lombardi        | Aprilia      | Non classé      |        |